# Досатуйское сельское поселение
Досатуйское се́льское поселе́ние — муниципальное образование в Приаргунском районе Забайкальского края Российской Федерации.
Административный центр — посёлок Досатуй.
24 июля 2020 года упразднено в связи с преобразованием Приаргунского муниципального района в муниципальный округ.

## История
Статус и границы сельского поселения установлены Законом Читинской области от 19 мая 2004 года «Об установлении границ, наименований вновь образованных муниципальных образований и наделении их статусом сельского, городского поселения в Читинской области».

## Население
| 2010  | 2011  | 2012  | 2013  | 2014  | 2015  | 2016  |
| ----- | ----- | ----- | ----- | ----- | ----- | ----- |
| 1530  | ↘1526 | ↘1477 | ↘1418 | ↘1392 | ↘1364 | ↘1335 |
| 2017  | 2018  | 2019  | 2020  |       |       |       |
| ↘1310 | ↘1297 | ↘1247 | ↘1215 |       |       |       |

## Состав сельского поселения
| № | Населённый пункт | Тип населённого пункта          | Население |
| - | ---------------- | ------------------------------- | --------- |
| 1 | Досатуй          | посёлок, административный центр | ↘1176     |